# Richard Cromwell
Richard Cromwell (n. 4 octombrie 1626, Huntingdon, Regatul Angliei – d. 12 iulie 1712, Cheshunt, Anglia, Regatul Marii Britanii) a fost cel de-al doilea Lord Protector al Angliei, Scoției și Irlandei. Fiind al treilea fiu al lui Oliver Cromwell i-a urmat acestuia, deoarece frații săi Robert și Oliver au murit înaintea morții tatălui lor. 
Richard a fost Lord Protector mai puțin de nouă luni, între 3 septembrie 1658 și 25 mai 1659.
1. 1 2 3 4  Kindred Britain
2. ↑  The Peerage
3. ↑  Autoritatea BnF, accesat în 10 octombrie 2015